# 임호테프

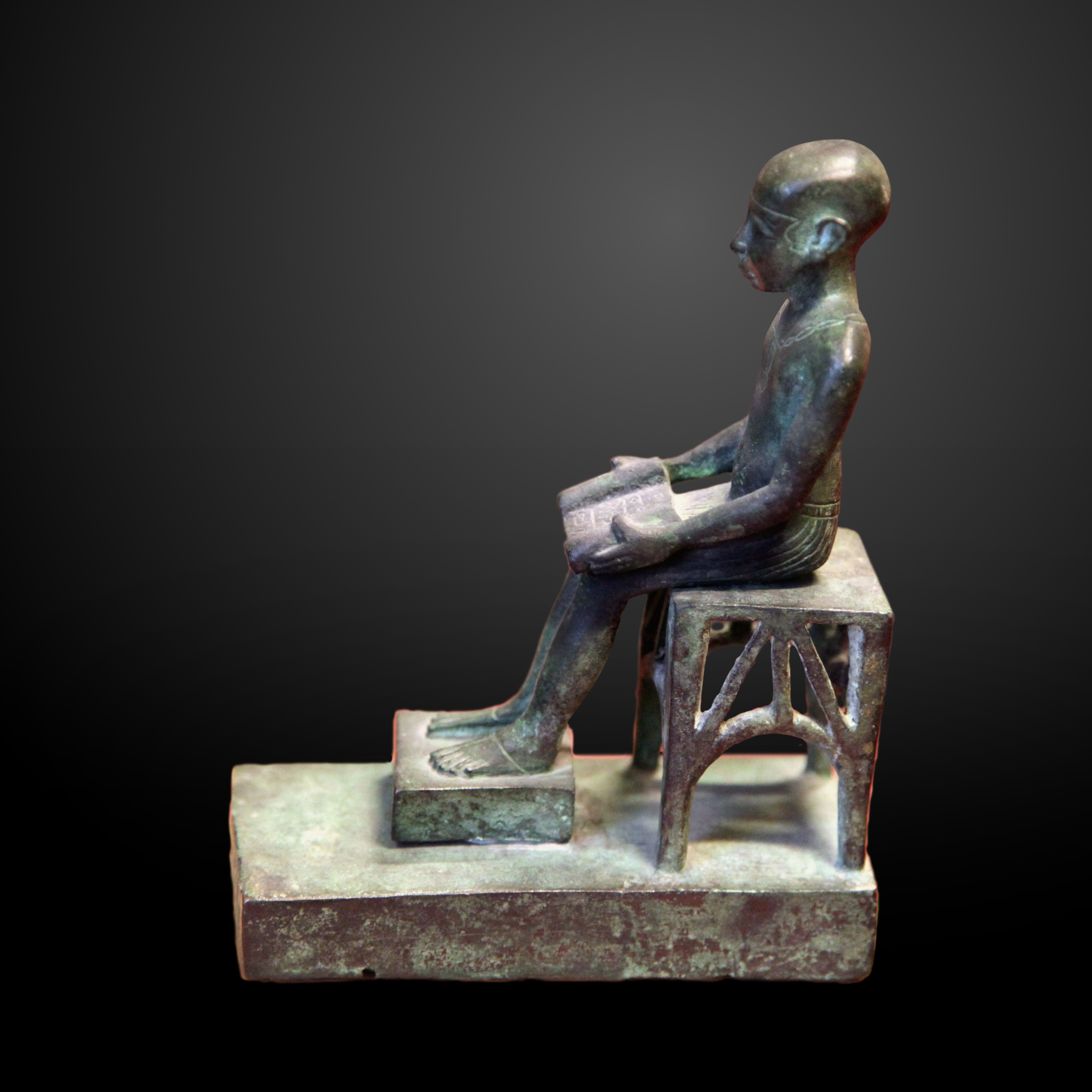

임호테프(임호텝, Imhotep, Immutef, Im-hotep, Ii-em-Hotep, Imuthes, 그리스어: Ιμυθες, BC 2650 ~ BC 2600)는 기원전 2650년에서 2600년 사이에 고대 이집트에서 살았던 학자이며 헬리오폴리스의 태양신 라(Ra)를 섬기는 대 제사장이었다. 이집트 피라미드의 역사상 건축자에 거론된 유일한 사람이기도 하다. 그는 역사에 등장하는 최초의 공학자이자 내과의사, 건축학자로 서술되어있다. 사후, 이집트에서는 건축과 공학의 신으로 추앙받았다. 

## 신화

### 탄생설화
다른 이집트의 주요인물들은 대개 부모에 대한 기록이 남아있는데, 임호테프의 경우에는 기록이 없어서 미스터리로 남아있다. 이 때문에 그가 어디에서 온 건지 밝혀지지 않았고 갑자기 이집트 주요인물이 되었기 때문에 그에 대한 모든 것이 미스터리이다.
그의 모습이 그림과 조각장으로 기록되어 있는데 일반인과는 다르게 큰 머리를 가졌고 손모양도 독특하게 표현되어 있다. 이 때문에 항간에선 외계인일 수도 있다는 추측이 있다.

### 임호테프의 꿈
임호테프

## 영화로 인한 오류
영화 미이라에서의 임호테프는 세티 1세 시대의 최고 제사장이었고 또 세티 1세의 아내인 아낙 수나문을 빼앗고 세티 1세를 죽인다고 나온다. 그러나 세티1세는 제19왕조의 2번째 왕인데 임호테프는 제3왕조 조세르왕 때 재상으로 활약한 인물이었다.

## 같이 보기
- 이집트 신화